# Verena Gleitsmann

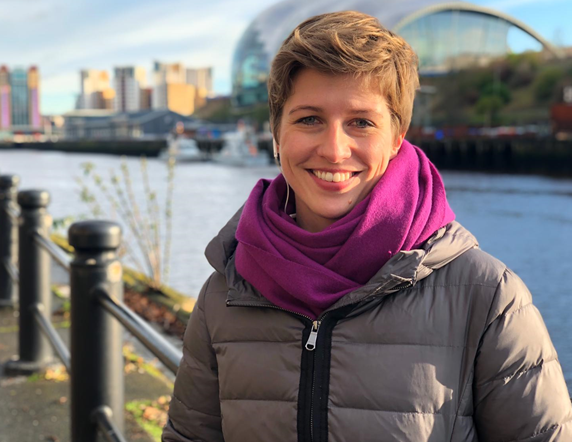
V.Gleitsmann, 2019

Verena Gleitsmann (* 1987 in Wien) ist eine österreichische Journalistin.

## Leben
Gleitsmann kam 1987 in Wien auf die Welt und studierte nach ihrer Schulzeit Rechtswissenschaften und Politikwissenschaft an der Universität Wien. Sie absolvierte eine Journalismus-Ausbildung an der Katholischen Medien Akademie in Wien sowie Praktika bei der Kleinen Zeitung, bei der Wochenzeitung Die Furche sowie bei der Austria Presse Agentur.
Seit 2010 arbeitet Gleitsmann für den ORF, ab 2011 in der Auslandsredaktion der ORF-Radios. Von August 2013 bis Februar 2017 war sie im ORF-Korrespondentenbüro in Washington, D.C. tätig. Nachdem sie von dort nach Wien zurückgekehrt war, war sie als Redakteurin im Außenpolitikressort der ORF-Radios sowie danach in den Informationsabteilungen von ORF 1 und ORF 2 tätig. Seit Juli 2020 ist Gleitsmann Korrespondentin des ORF in Berlin, sie löste dort Hanna Sommersacher ab.
Für den ORF berichtete sie aus Norwegen, Finnland, Griechenland, Polen, Großbritannien, Spanien, Venezuela, Kuba, Kolumbien, Deutschland und den USA. In den USA begleitete sie die Präsidentschaftswahl in den USA 2012, die Kongresswahlen 2014 und die Präsidentschaftswahl in den USA 2016. Zuletzt berichtete sie über die Flüchtlingssituation in Griechenland und die deutsche Bundestagswahl 2021. Nach Kriegsbeginn in der Ukraine berichtete sie Anfang März 2022 über Flüchtende an der polnischen Grenze.

## Auszeichnungen
- 2011: "Beste 30 unter 30" der Fachzeitschrift "Der österreichische Journalist"
- Journalist des Jahres in der Kategorie Außenpolitik 2017[4]
- Hans-Ströbitzer-Preis 2020[5]